# Cuevas de la Araña

Umzeichnung der mesolithischen Höhlenmalerei in den Cuevas de la Araña

Die Cuevas de la Araña (dt.: Spinnenhöhlen) sind eine Gruppe von Höhlen in der Gemeinde Bicorp in der spanischen Provinz Valencia im Osten Spaniens. Sie befinden sich im Reserva Nacional de Caza Muela de Cortes, etwa 60 Kilometer südwestlich der Stadt Valencia. Die Höhlen liegen im Tal des Flusses Escalona und wurden von prähistorischen Menschen genutzt, die dort zahlreiche Höhlenmalereien hinterließen. Die Malereien zeigen unter anderem Jäger mit Pfeil und Bogen.
Die bekannteste Zeichnung zeigt eine auf einen Baum gekletterte Person, die mit der einen Hand ein in einer Baumhöhle lebendes Bienenvolk ausbeutet und in der anderen Hand ein Sammelgefäß hält. Dies ist eine der frühesten bekannten Darstellungen der Erbeutung von Bienenprodukten wie Honig und Bienenwachs. Die Datierung dieser auch als Honigjäger bezeichneten Felszeichnung ist in der archäologischen Fachliteratur umstritten und die Angaben schwanken zwischen 10.000 und 6.000 vor Chr.
Die Höhlen wurden im frühen 20. Jahrhundert von dem örtlichen Lehrer Jaime Garí i Poch entdeckt und sind seit 1998 Teil des UNESCO-Weltkulturerbe Vorgeschichtliche Felsmalereien im östlichen Spanien.